# Nostra Senyora dels Àngels de Sant Martí de Centelles
Nostra Senyora dels Àngels de Sant Martí de Centelles és una església de Sant Martí de Centelles (Osona) protegida com a Bé Cultural d'Interès Local.

## Descripció
El grup d'edificacions conegut com l'església de Nostra Senyora dels Àngels corresponen a una església i una casa adossada, utilitzable com a rectoria i com a casa de colònies. Aquest conjunt fou construït sobre un important desnivell del terreny natural que en va limitar i determinar les seves característiques arquitectòniques. Les tècniques utilitzades van tenir com a base la imitació de l'estil arquitectònic del romànic i el neoclàssic, destacant l'ús de la pedra local, de petites dimensions i ben escairada, lligada amb morter de calç i ciment. Les obertures són de dimensions mitjanes i destaca l'existència d'una sèrie de contraforts (tres per banda) que a la cara oest combinen amb tres finestres i són de mida més reduïda a causa del desnivell del terreny, abans esmentat.
La composició presenta una planta rectangular i es troba orientada nord-sud tenint com a eix central la capçalera de l'església. Aquesta es troba representada per un campanar d'espadanya amb dues campanes a la part superior de la teulada i coronat per una creu. L'accés al recinte es fa per la mateixa cara est, coincidint amb la capçada de l'església, i s'organitza en base una petita entrada porticada i coberta per un porxo construït en base una estructura de pedra i una coberta amb bigues de fusta, teula aràbiga i rajola decorada a la banda interior. Les obertures d'aquesta església són de dimensions mitjanes imitant l'arc de mig punt a la cara oest, mentre que la cara nord hi ha una obertura circular pensada per encabir-hi un vitrall en una roseta. El seu interior és força auster, destaca l'ús de l'enguixat i l'existència d'un sostre alt cobert amb arcs ogivals. Com a elements ornamentals hi ha els bancs de fusta de l'església, un petit altar amb una creu i una sèrie de làmpades d'aranya d'origen indeterminat. La part constituïda per la rectoria i casa de colònies és de fàbrica similar, predominant l'ús de petits blocs de pedra local escairats i lligats amb morter que folren una estructura de ciment. Aquesta part també presenta una planta rectangular i està formada per soterrani, planta i pis. L'espai utilitzable correspon a la planta baixa i pis, on a la primera s'hi troba ubicada la cuina, menjador i sala i a la part superior les habitacions amb lliteres i els serveis.

## Història
El 1952 s'inaugura l'església de Nostre Senyora dels Àngels en el sector de l'Oller, projectada per l'arquitecte Agustí Duran Reynals, que també va projectar una casa en forma de masia per al pintor Muntané i al mateix municipi de Sant Martí de Centelles.
El context històric del moment s'ha d'inscriure en plena post-guerra i de certa revifalla econòmica, que a Sant Martí de Centelles es caracteritza per l'arribada de nous estiuejants de la zona de Barcelona i rodalia, l'obertura de petits comerços i una millora en les comunicacions i el transport representats tant pel tren com la carretera nacional. L'obertura de la colònia Oller i el seu paper impulsor de la zona de l'Abella portà a la necessitat d'una infraestructura mínima de serveis que es materialitzà amb l'obertura de les piscines de l'Oller i l'església Nostra Senyora dels Àngels. El seu culte però, mai es va arribar a regularitzar i aquest espai és utilitzat per a trobades religioses i com a casa de colònies.